# Lothar Rüster
Lothar Rüster (* 22. Januar 1930 in Berlin; † 9. Januar 2010) war ein deutscher Jurist und Hochschullehrer.

## Leben
Ab 1949 studierte er Rechtswissenschaft an der Humboldt-Universität zu Berlin, von 1951 bis 1956 an der Lomonossow-Universität in Moskau. Nach Arbeit im Staatsapparat der DDR war er ab 1970 wissenschaftlicher Oberassistent an der Deutschen Akademie für Staats- und Rechtswissenschaft „Walter Ulbricht“ (DASR) in Potsdam am Institut für ausländisches Recht und Rechtsvergleichung. 1972 erwarb er die facultas docendi für das Fachgebiet Recht der sozialistischen internationalen Wirtschaftsorganisation. 1979 wurde er ordentlicher Professor für Internationales Organisations- und Kooperationsrecht an der DASR. 1984 wurde er ordentlicher Professor für Internationales Organisations- und Kooperationsrecht am Institut für Theorie des Staates und des Rechts der Akademie der Wissenschaften der DDR.

## Schriften (Auswahl)
- Funktion und Rechtsstellung internationaler Industriezweigvereinigungen im Prozeß der sozialistischen Wirtschaftsintegration. Potsdam 1973.
- Die internationalen ökonomischen Organisationen der RGW-Länder. Rechtsfragen. Berlin 1980.
- mit Hans Bär: Intensivierung – Integration – Recht. Anforderungen an die rechtliche Ausgestaltung der sozialistischen ökonomischen Integration unter den Bedingungen der intensiv erweiterten Reproduktion. Berlin 1987, ISBN 3-329-00172-0.